# X-система
X-система (эсп. ikso-sistemo, ikso-kodo, X-sistemo) — одна из систем суррогатной записи для эсперанто.
В X-системе буквы с диакритическими знаками заменяются следующим образом:
- ĉ → cx
- ĝ → gx
- ĥ → hx
- ĵ → jx
- ŝ → sx
- ŭ → ux

Достоверных сведений об изобретателе X-системы нет.
X-система была использована в редакторе вики-текста Википедии для автоматической замены суррогатной записи на соответствующие буквы. Но 21 июля 2016 года конвертация была отключена.

## Аргументы за X-систему
- Текст корректно отображается без изменения шрифта браузера.
- Это самый популярный метод суррогата. Буква X отсутствует в алфавите эсперанто, поэтому использование системы не может быть неверно истолковано.
- Проста в использовании.
- Легко доступна для поисковых систем.
- Автоматическая сортировка по алфавиту на эсперанто, например, в Microsoft Excel, работает только в X-системе.

## Аргументы против X-системы
- Не является интернациональной.
- Не может быть понята автоматически.
- Выглядит некрасиво. Например, ĝi ŝanĝiĝas, при записи X-системой, становится gxi sxangxigxas.
- Придаёт странности эсперанто: ни один другой язык не использует букву X таким образом.
- Может вызывать ошибки при использовании в тексте слов других языков. Например, многие французские имена заканчиваются на -ux: Michaux.

## Возможные решения проблем
На практике, большинство проблем связаны с не-интернациональностью сочетания ux. Для их решения, ŭ может заменяться на w, но это решение всё равно не всегда подходит. Наиболее популярное эффективное решение — использование сочетания uxx. Например: Michauxx.
Этот способ явно не красив, но тем не менее довольно распространён в интернете.